# Kardinaalsmutsfamilie
De kardinaalsmutsfamilie (Celastraceae) is een familie van tweezaadlobbige struiken, bomen en lianen. De taxonomie van de familie, zowel wat betreft de interne taxonomie als de omschrijving, is eigenlijk altijd onzeker geweest.
De familie zal ruim duizend soorten tellen in bijna honderd geslachten, waarvan het geslacht kardinaalsmuts (Euonymus) hier de bekendste vertegenwoordiger is. In Nederland komt alleen de soort wilde kardinaalsmuts (Euonymus europaeus) voor.
Een belangrijke vertegenwoordiger is qat (Catha edulis), vanwege het blad. Ook de pendoorn van Zuid-Afrika behoort tot deze familie.